# Les Trolls (film)
Pour les articles homonymes, voir Troll (homonymie) et Les Trolls.
Série
Les Trolls 2 : Tournée mondiale
(2020)
Pour plus de détails, voir Fiche technique et Distribution.
Les Trolls (Trolls) est un film d'animation en 3D américain réalisé par Mike Mitchell et Walt Dohrn, sorti en 2016.
Le film est basé sur les poupées Troll créées par Thomas Dam (en) en 1959. Deux suites, nommées Les Trolls 2 : Tournée mondiale et Les Trolls 3, sont sorties en 2020 et 2023.
Le film met en scène les Trolls qui sont de petites créatures qui adorent chanter, danser et se faire des câlins. Malheureusement, il existe d'autres créatures, les Bergens, qui ne connaissent pas le bonheur. Le seul jour où les Bergens sont heureux est le Trollstice : une journée où les Bergens atteignent le bonheur en mangeant des Trolls. Heureusement, le roi Peppy réussit à sauver son peuple et le cacher durant près de vingt ans. Cependant, une fête retentissante mène un Bergen en exil, la ministre du bonheur, cuisinière en chef, à la cachette des Trolls. Les meilleurs amis de la princesse Poppy sont alors capturés. Armée de sa joie de vivre et de son énergie débordante, elle va devoir compter sur Branche, un Troll grognon sans couleur, afin de retrouver ses amis dans le territoire de leurs pires ennemis.

## Synopsis
Les Trolls sont de petites créatures colorées et perpétuellement heureuses qui chantent, dansent et se font des câlins toute la journée. Ils sont découverts par les gigantesques, laids et misérables Bergens, qui ne savent ni chanter ni danser ni même faire des câlins et croient qu'ils ne peuvent se sentir heureux qu'en mangeant un Troll. Les Bergen emprisonnent les Trolls dans un arbre en cage et les mangent chaque année pour une occasion spéciale, Le Trollstice. L'année où le prince Graillon Jr, fils du roi Graillon Sr, doit manger son premier troll, la cheffe chargée de la cérémonie découvre que le chef des Trolls, King Peppy, a pris sa petite fille, la princesse Poppy, et son peuple et a organisé une évasion. Le roi Graillon Sr. bannit la cheffe, et elle jure de trouver les trolls, tout en complotant secrètement pour renverser la monarchie pour se venger de son bannissement.
Vingt ans plus tard, Poppy devenue adulte organise la plus marrante, la plus bruyante et la plus fracassante des fête pour célébrer le 20 ème anniversaire de l'évasion. Un troll masculin sérieux, gris et survivaliste nommé Branch prévient que cela pourrait compromettre leur position, mais tout le monde l'ignore. Malheureusement,ses prédictions se réalisent lorsque Cheffe se rend là où on lieu les feux d’artifice et kidnappe les meilleurs amis de Poppy: Cooper , Smidge Fuzbert, Satin, Chenille, Biggie, Guy Diamant ainsi que son intérêt amoureux, un troll "zen" nommé Creek. Pendant que le reste se recroquevissent dans le bunker de survie de Branch, Poppy part seule pour sauver ses amis. Elle se met dans plusieurs situations potentiellement mortelles et est finalement sauvée par Branch, qui pense que la quête est désespérée et l'a suivie à contrecœur pour échapper à son bunker bondé.
Après une nuit dans leur camp, ils arrivent aux tunnels des racines et rencontrent Nuage man. Ce dernier accepte de les guider à condition que Branch lui fasse un tape m'en 5 mais ça dégénère. À leur arrivée à Bergen Ville, Poppy et Branch voient les bergens dépressifs et Graillon Jr, devenu roi. La cheffe sort de nulle part et montre les Trolls à King Graillon qui pourra finalement connaître le bonheur, la debannie, réinstaure le Trollstice et la cheffe lui sert Creek et Garillon semble le manger, mais Poppy a toujours l'espoir que Creek soit vivant, et trouve le reste des trolls gardés par une jeune bergen de chambre nommée Brigitte. Apprenant que Brigitte est secrètement amoureuse de Graillon Jr, Poppy et les trolls acceptent de l'aider à obtenir un rendez-vous en échange de son aide pour déterminer si Creek est en vie. Branch refuse de chanter avec le reste dans leur numéro musical qui s'ensuit ; lui et Poppy se chamaillent, et il révèle qu'il a refusé de chanter depuis que son chant a attiré l'attention de Cheffe, qui a trouvé sa maison, enlevé sa grand-mère qui l'a poussé pour le sauver et l'a probablement mangée. Sa couleur est passée du bleu au gris ce jour-là de la culpabilité.
Poppy le réconforte avec un câlin, et les trolls déguisent Brigitte en "Lady Pallaite-Froufrou". Elle et Griallon Jr vont à un rendez-vous dans un restaurant à arcades puis à une patinoire à roulettes, et Poppy apprend que Creek retenu captif dans un bijou sur la cape de Graillon. Après le date, les trolls se rend dans la chambre de Graillon et tentent de libérer Creek, mais découvrent que le bijou est vide. La cheffe arrive, les attrape à nouveau, et Poppy est horrifiée d'apprendre que Creek, en échange de sa propre survie, les a tous trahis à Cheffe. Il vole la cloche à vache de Poppy et l'utilise pour piéger le reste des trolls pour que Cheffe les capture et place dans une marmite destiné à être servi à la fête. Poppy ayant cœur brisé et les autres trolls tombent dans le désespoir et deviennent gris.
Branch, ayant retrouver la joie, chante pour lui remonter le moral. Poppy répond à ses sentiments et chante, et tous les trolls, y compris Branch, retrouvent leur espoir et leurs couleurs. Brigitte, ne voulant pas qu’ils se fassent tous manger, les libère pendant que la cheffe ne regarde pas. Poppy, sachant comment les Bergens en colère réagiront, refuse de permettre à Brigitte de se sacrifier. Les trolls reviennent et expliquent aux Bergens que Lady Paillette-Froufrou est en fait Brigitte, et qu'elle et Graillon sont déjà heureux d'être amoureux l'un de l'autre sans avoir mangé un troll de leur vie.
Les trolls montrent aux Bergen qu'eux aussi peuvent trouver le bonheur en eux-mêmes, apportant lumière, couleur et joie à Bergen Ville. Cheffe refuse d'accepter la paix, et elle et Creek sont mis sur un chariot de service enflammé qui les envoie rouler hors de Bergen Ville. De retour à la maison, Poppy est devenue reine des Trolls et entame une relation avec Branch.
Scène de mi-crédit : Creek et Chef se retrouvent au sommet d'une colline. Le chef tente de manger Creek, mais la colline, qui est en fait un monstre et que Poppy est déjà passée dessus, les mange.

## Fiche technique
Sauf indication contraire, les informations mentionnées dans cette section peuvent être confirmées par la base de données cinématographiques IMDb,  présente dans la section « Liens externes ».
- Titre original : Trolls
- Titre français et québécois : Les Trolls
- Réalisation : Mike Mitchell et Walt Dohrn
- Scénario : Jonathan Aibel et Glenn Berger, d’après une histoire originale d'Erica Rivinoja
- Direction artistique : Timothy Lamb
- Décors : Kendal Cronkhite (en)
- Photographie : Yong Duk Jhun
- Montage : Nick Fletcher
- Musique : Christophe Beck
- Production : Gina Shay
  - Production déléguée : Dannie Festa
  - Coproduction : Holly Edwards, Jonathan Aibel et Glenn Berger
- Société de production : DreamWorks Animation
- Société de distribution : 20th Century Fox
- Budget : 125 000 000 $[1]
- Pays d'origine :  États-Unis
- Langue originale : anglais
- Format : couleur - 35 mm - 2,39:1 - son Dolby Digital / DTS / Dolby Surround 7.1 / Dolby Atmos / SDDS / Auro 11.1 (en)
- Genre : animation en 3D
- Durée : 92 minutes
- Dates de sortie :
  - Royaume-Uni : 8 octobre 2016 (première mondiale au festival du film de Londres)[2]
  - France : 19 octobre 2016[3]
  - États-Unis : 4 novembre 2016

## Distribution

### Voix originales
- Anna Kendrick : princesse Poppy
- Justin Timberlake : Branch
- Gwen Stefani : DJ Suki
- James Corden : Biggie
- Russell Brand : Creek
- Icona Pop : Satin et Chenille
- Ron Funches : Cooper
- Kunal Nayyar : Guy Diamond
- GloZell Green (en) : Grandma Rosiepuff
- Meg DeAngelis : Moxie Dewdrop
- Ricky Dillon (en) : Aspen Heitz
- Kandee Johnson : Mandy Sparkledust
- Christine Baranski : Chef
- John Cleese : roi Gristle Sr.
- Christopher Mintz-Plasse : prince Gristle Jr.
- Zooey Deschanel : Bridget
- Walt Dohrn : Smidge, Fuzzbert, Cloud Guy
- Jeffrey Tambor : roi Peppy
- Quvenzhané Wallis : Harper

### Voix françaises
- Louane : princesse Poppy[4]
- M. Pokora : Branche[4]
- Victoire Pauwels : Poppy (jeune)
- Mathis Scherchroun : Branche (jeune)
- Camille Timmerman : Brigitte
- Gabriel Bismuth-Bienaimé : prince Graillon Jr.
- Isabelle Leprince : Chef
- Olivier Chauvel : Creek
- Camille Donda : DJ Suki
- Patrick Préjean : roi Graillon Sr.
- Joachim Salinger : Biggie
- Achille Orsoni : King Peppy
- Namakan Koné : Cooper
- Alexia Papineschi : Satin
- Kaycie Chase : Chenille
- Paolo Domingo : Diamant
- Charles Germain : Harper
- Emmanuel Curtil : Smidge, Nuage Man
- Michael Aragones : Bibbly
- Mathieu Albertini : Aspen
- Virginie Caliari : Moxie Rosée
- Colette Venhard : grand-mère Rosiepuff
- Lydia Cherton : Cookie Paindépice
- Lola Dubini : Lady Paillettes-Froufrou
- Sébastien Ossard : gardien Bergen, Todd
- Vincent Cerutti : Darius
- Bertrand Dinge : capitaine Starfunkle

 Source et légende : version française (VF) sur RS Doublage et générique des éditions en vidéo.

### Voix québécoises
- Sarah-Jeanne Labrosse : princesse Poppie
- Anna Frances Meyer : princesse Poppie (chant)
- Martin Watier : Branche
- Patrick Olafson : Branche (chant)
- Pascale Montreuil : DJ Suki
- Nicolas Charbonneaux-Collombet : Cric
- Nicholas Savard L'Herbier : prince Avarié
- Élise Bertrand : Chef
- Daniel Lesourd : Bobby
- Thiéry Dubé : Biggie
- Marie-Ève Sansfaçon : Brigitte
- Geneviève Bastien : Satin
- Marie-Evelyne Lessard : Chenille
- Christian Perrault : Cooper
- Renaud Paradis : Guy Diamant
- Natalie Hamel-Roy : grand-Mère Rosiepuff
- Marguerite D'Amour : Moxie Dewdrop
- François-Simon Poirier : Aspen Heitz
- Aurélie Morgane : Mandy Sparkledust
- Jean-Marie Moncelet : roi Avarié
- Louis-Philippe Dandenault : Miette
- Marc-André Bélanger : Jean Nuage
- Sylvain Hétu : roi Papi
- Marine Guérin : Harper
- Pierre-Etienne Rouillard : Todd
- David Laurin : Darius
- Philippe Cousineau : capitaine Starfunkle
- Elia St-Pierre : bébé Poppie
- Benjamin Auclair : Branche (jeune)
- Chœurs : Dominique Faure, Nancy Fortin, Catherine Léveillé, José Paradis, Éric Paulhus, Vincent Potel

 Source et légende : version québécoise (VQ) sur Doublage.qc.ca.

## Production

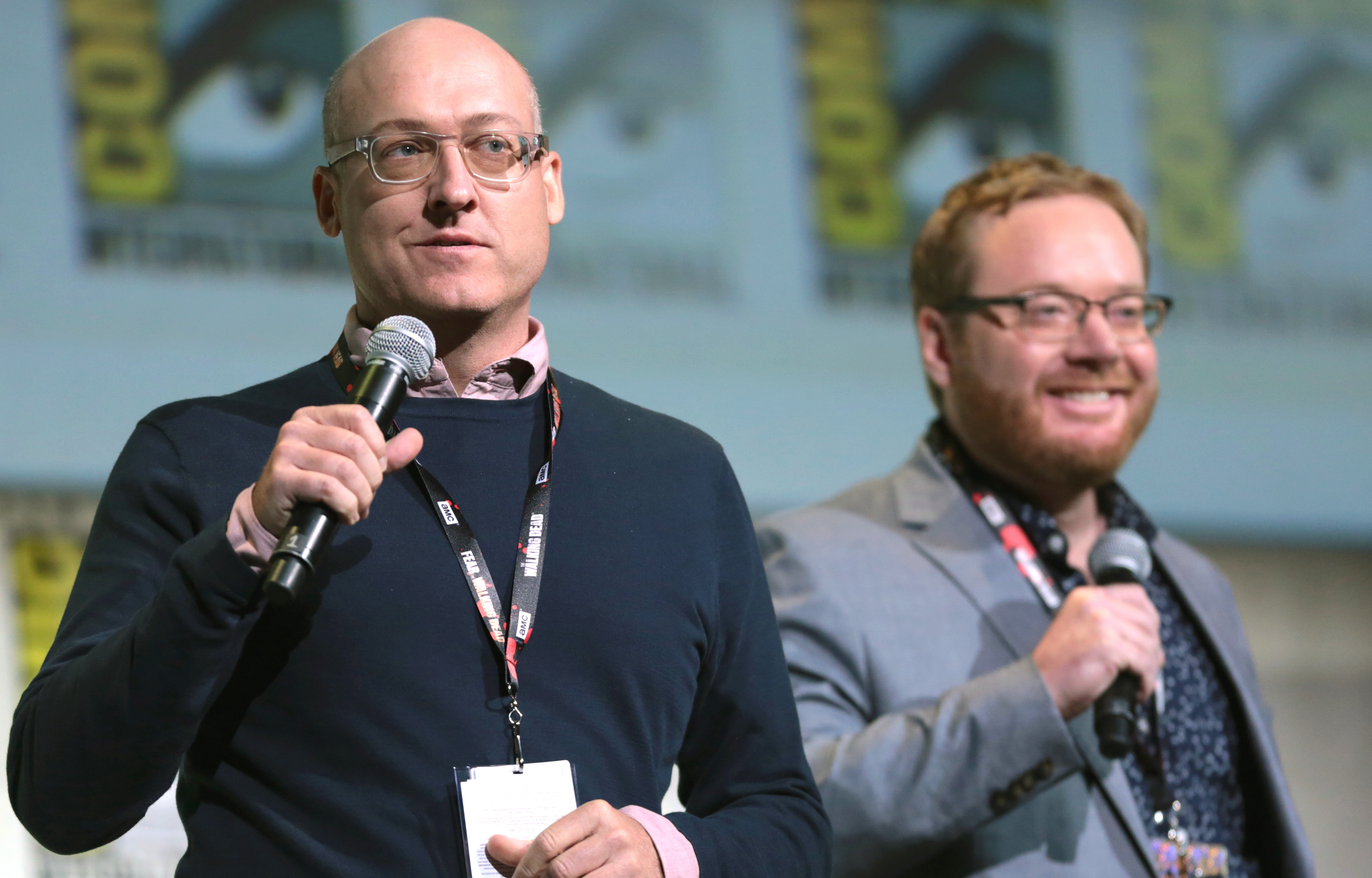
Les réalisateurs Mike Mitchell et Walt Dohrn lors du San Diego Comic-Con 2016.

Le 23 juin 2010, DreamWorks Animation annonce avoir conclu un accord avec la société de Dam Things, qui produit les poupées Troll, afin de créer un film. Adam Wilson et Melanie Wilson LaBracio sont alors annoncés pour écrire le scénario. En septembre 2012, il est annoncé que le film a pour titre de travail Trolls, qu'il sortira le 5 juin 2015 avec Anand Tucker à la réalisation d'après un scénario de Wallace Wollodarsky et Maya Forbes. En plus de se baser sur les poupées Troll, le film s'inspire d'une trilogie de romans de Terry Pratchett nommée Le Grand Livre des gnomes (The Nome Trilogy).
En avril 2013, DreamWorks Animation annonce avoir acquis la propriété intellectuelle pour la franchise Trolls de la Dam Family et Dam Things. Ayant « de grands projets pour la franchise », la société de production devient le détenteur des droits pour les produits dérivés à l'échelle mondiale, à l'exception de la Scandinavie, où Dam Things reste le détenteur des droits. Un mois plus tard, DreamWorks Animation annonce Mike Mitchell (Shrek 4) à la réalisation et Erica Rivinoja au scénario afin de « réimaginer » le film en tant que comédie musicale qui présente l'origine des cheveux colorés des Trolls. Le 6 janvier 2016, la distribution du film est annoncée sur Twitter.

## Bande originale
Singles
1. Can't Stop the Feeling!
Sortie : 6 mai 2016

Justin Timberlake, qui prête sa voix au personnage de Branch dans le film, est également producteur délégué où il supervise la direction créative de la musique. Ainsi, il publie le premier titre de la bande originale, intitulé Can't Stop the Feeling! et écrit par lui-même, Max Martin et Shellback, le 6 mai 2016. La chanson arrive à la première place des meilleures ventes de singles dans plus de dix-sept pays.
La bande originale met en vedette trois pistes originales supplémentaires écrites par Timberlake spécialement pour le film et interprétées par lui-même et d'autres artistes tandis qu'Anna Kendrick, James Corden, Icona Pop, Zooey Deschanel et Christopher Mintz-Plasse effectueront des reprises de chansons à succès des dernières décennies. La bande originale est sortie le 23 septembre 2016 sur RCA Records.
| 1.         | Hair Up                                           | Oscar Holter, Savan Kotecha, Max Martin, Shellback, Justin Timberlake            | Justin Timberlake, Gwen Stefani et Ron Funches                                                                                                 | 2:58 |
| 2.         | Can't Stop the Feeling!                           | Martin, Shellback, Timberlake                                                    | Justin Timberlake | 3:57 |
| 3.         | Move Your Feet / D.A.N.C.E. / It's a Sunshine Day | Jessie Chaton, Justice, Stephen McCarthy et Jesper Mortensen                     | Anna Kendrick, Gwen Stefani, James Corden, Ron Funches, Walt Dohrn, Icona Pop et Kunal Nayyar                                                  | 2:36 |
| 4.         | Get Back Up Again                                 | Pasek and Paul                                                                   | Anna Kendrick | 2:45 |
| 5.         | The Sound of Silence                              | Paul Simon                                                                       | Anna Kendrick | 0:48 |
| 6.         | Hello                                             | Lionel Richie                                                                    | Zooey Deschanel | 1:37 |
| 7.         | I'm Coming Out / Mo' Money Mo' Problems           | The Notorious B.I.G., Sean Combs, Bernard Edwards, Stevie J., Ma$e, Nile Rodgers | Zooey Deschanel, Anna Kendrick, Stefani, James Corden, Funches, Walt Dohrn, Icona Pop et Kunal Nayyar                                          | 1:01 |
| 8.         | They Don't Know                                   | Ilya Salmanzadeh (en), Kotecha, Timberlake                                       | Ariana Grande | 3:17 |
| 9.         | True Colors (film version)                        | Tom Kelly, Billy Steinberg                                                       | Anna Kendrick et Justin Timberlake | 3:00 |
| 10.        | Can't Stop the Feeling! (film version)            | Martin, Shellback, Timberlake                                                    | Justin Timberlake, Anna Kendrick, Gwen Stefani, James Corden, Zooey Deschanel, Walt Dohrn, Icona Pop, Kunal Nayyar et Christopher Mintz-Plasse | 3:57 |
| 11.        | September                                         | Al McKay, Maurice White et Allee Willis                                          | Justin Timberlake, Anna Kendrick et Earth, Wind and Fire                                                                                       | 3:54 |
| 12.        | What U Workin' With?                              | Ilya, Kotecha, Martin, Peter Svensson (en), Timberlake                           | Gwen Stefani et Justin Timberlake | 3:12 |
| 13.        | True Colors                                       | Kelly, Steinberg                                                                 | Anna Kendrick et Justin Timberlake | 4:03 |
| 37 min 5 s |                                                   |                                                                                  | |      |

## Accueil

### Sortie
Il est annoncé en mai 2013 que le film sortira le 4 novembre 2016.

### Promotion
Le 28 janvier 2016, la première bande-annonce est dévoilée. Une deuxième est mise en ligne dès le 29 juin 2016.

### Box-office
Pour son premier jour d'exploitation aux États-Unis et au Canada, Les Trolls se place à la seconde place et rapporte 12,3 millions dans 4060 cinémas, derrière Doctor Strange avec 32,5 millions. Le film reste à la deuxième place avec 46,5 millions lors du premier week-end d'exploitation, toujours derrière Doctor Strange qui effectue 85 millions. Finalement, le film rapporte 338 022 563 $ au box-office mondial, dont 152 512 834 $ en Amérique du Nord et 185 509 729 $ à l'international.
En France, également pour son premier jour d'exploitation, le film se positionne à la deuxième place du classement avec 94 434 entrées dans 611 salles, derrière Brice 3 et ses 180 531 entrées. Dès sa première semaine, il reste à la deuxième place avec 976 227 entrées, toujours derrière Brice 3 qui effectue 1 100 295 entrées. Au total, le film cumule 2 712 699 entrées.

## Éditions en vidéo
Les Trolls sort d'abord en numérique le 24 janvier 2017 puis le 7 février en DVD, Blu-ray et Ultra HD aux États-Unis et le 20 février 2017 en France. Le film est premier dans le classement des ventes en vidéo durant ses deux premières semaines aux États-Unis,.

## Distinctions

### Récompenses
- Grammy Awards 2017 : meilleure chanson écrite pour un média visuel pour Can't Stop the Feeling! composée par Justin Timberlake, Max Martin et Shellback[28]

### Nominations
- Teen Choice Awards 2016[29] :
  - Film AnTEENcipated
  - Musique d'un film ou d'une série télévisée pour Can't Stop the Feeling! de Justin Timberlake
- Critics' Choice Movie Awards 2016[30] :
  - Meilleur film d'animation
  - Meilleure chanson originale pour Can't Stop the Feeling! composée par Justin Timberlake, Max Martin et Shellback
- St. Louis Film Critics Association Awards 2016 : meilleure bande originale[31]
- Golden Globes 2017 : meilleure chanson originale pour Can't Stop the Feeling! composée par Justin Timberlake, Max Martin et Shellback[32]
- Annie Awards 2017[33] :
  - Meilleur design de personnage au cinéma pour Tim Lamb et Craig Kellman
  - Meilleurs décors au cinéma pour Tim Lamb et Kendal Cronkhite
  - Meilleur storyboard au cinéma pour Claire Morrissey
  - Meilleur doublage de personnage au cinéma pour Zooey Deschanel dans le rôle de Bridget
- Satellite Awards 2017[34] :
  - Meilleur film d'animation ou multimédia
  - Meilleure chanson originale pour Can't Stop the Feeling! composée par Justin Timberlake, Max Martin et Shellback
- Oscars 2017 : meilleure chanson originale pour Can't Stop the Feeling! composée par Justin Timberlake, Max Martin et Shellback[35]
- Kids' Choice Awards 2017[36] :
  - Meilleur film d'animation
  - Meilleure voix dans un film d'animation pour Justin Timberlake et Anna Kendrick
  - Meilleur frenemies pour Justin Timberlake et Anna Kendrick
  - Meilleure bande originale
- Billboard Music Awards 2017 : meilleure bande originale[37]
- Saturn Awards 2017 : meilleur film d'animation[38]

## Franchise

### Television special
Un television special, intitulé Les Trolls : Spécial fêtes (Trolls Holiday), poursuit les événements du film. Il est diffusé le 24 novembre 2017 sur NBC, aux États-Unis, et le 23 décembre 2017 sur Gulli, en France[réf. nécessaire]. La princesse Poppy constate que les Bergens n'ont pas de vacances à célébrer. Elle recrute alors Branch et le groupe Snack Pack pour montrer à sa meilleure amie, Brigitte, et à d'autres Bergens l'importance des vacances. Anna Kendrick, Justin Timberlake, Zooey Deschanel, Christopher Mintz-Plasse et James Corden reprennent leurs rôles. Après sa diffusion à la télévision, il sort uniquement en digital et DVD le 28 novembre 2017 aux États-Unis et le 12 décembre 2017 en France.

### Série d'animation
Une série d'animation basée sur le film, nommée Trolls : En avant la musique ! (Trolls: The Beat Goes On), est diffusée depuis le 19 janvier 2018 sur Netflix,.

### Suite
Annoncée en février 2017, une suite, intitulée Les Trolls 2 : Tournée mondiale (Trolls World Tour), sortira en avril 2020,